# Cortinarius claricolor
Cortinarius claricolor (Elias Magnus Fries, 1818 ex Elias Magnus Fries, 1838) din încrengătura Basidiomycota, în familia Cortinariaceae și degenul Cortinarius, este o specie de ciuperci comestibile destul de răspândită, dar depinde de variație, mai mult sau mai puțin rară. Ea coabitează, fiind un simbiont micoriza (formează micorize pe rădăcinile arborilor). Un nume popular nu este cunoscut. În România, Basarabia și Bucovina de Nord trăiește de la câmpie la munte în grupuri pe sol sărac, în păduri de conifere umede și răcoroase sub molizi. Timpul apariției este din (iulie) august până la sfârșitul lui octombrie.

## Taxonomie

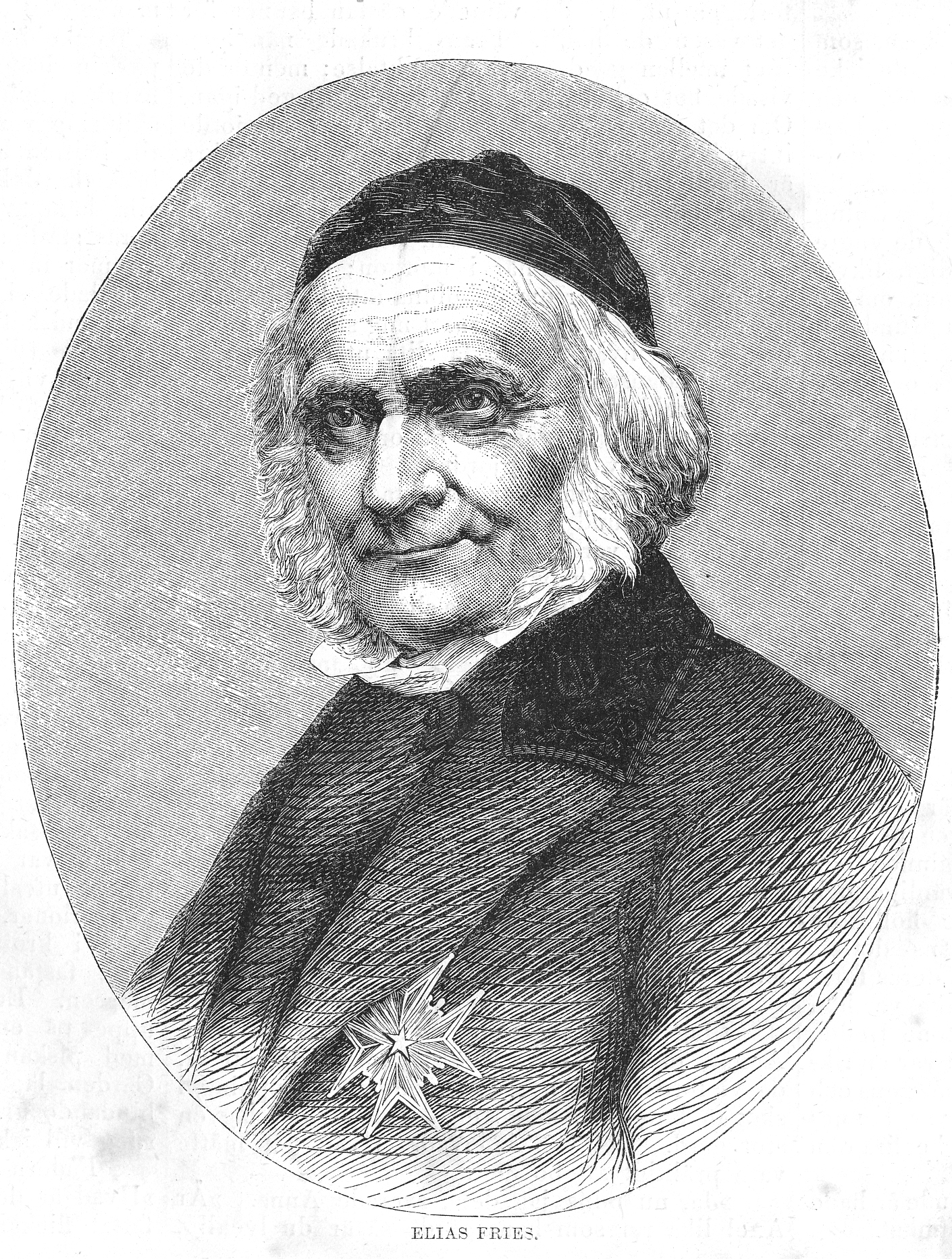
Elias Fries

Numele binomial Agaricus multiformis var. claricolor, a fost determinat de faimosul savant suedez Elias Magnus Fries în volumul 2 al operei sale în volumul 2 al operei sale Observationes mycologicae din 1818.
Apoi, în 1838, Fries însuși a transferat specia la genul Cortinarius cu epitetul claricolor , de verificat în cartea sa Epicrisis systematis mycologici, seu synopsis hymenomycetum, fiind și numele curent valabil (2022). 
Taxoni obligatori sunt Gomphos claricolor al micologului german Otto Kuntze din 1898 și Phlegmacium claricolor  al botanistului norvegian Axel Gudbrand Blytt (1843-1898) din 1905, ambii bazând pe descrierea lui Fries. 
Toate celelalte încercări de redenumire, sunt de asemenea acceptate, dar pot fi neglijate cu excepția variațiilor (vezi infocaseta). 
Epitetul specific este derivat din cuvintele latine (latină clarus=lucios, luminos, strălucitor), și (latină color=colorit, culoare), datorită aspectului cuticulei a ciupercii.

## Descriere

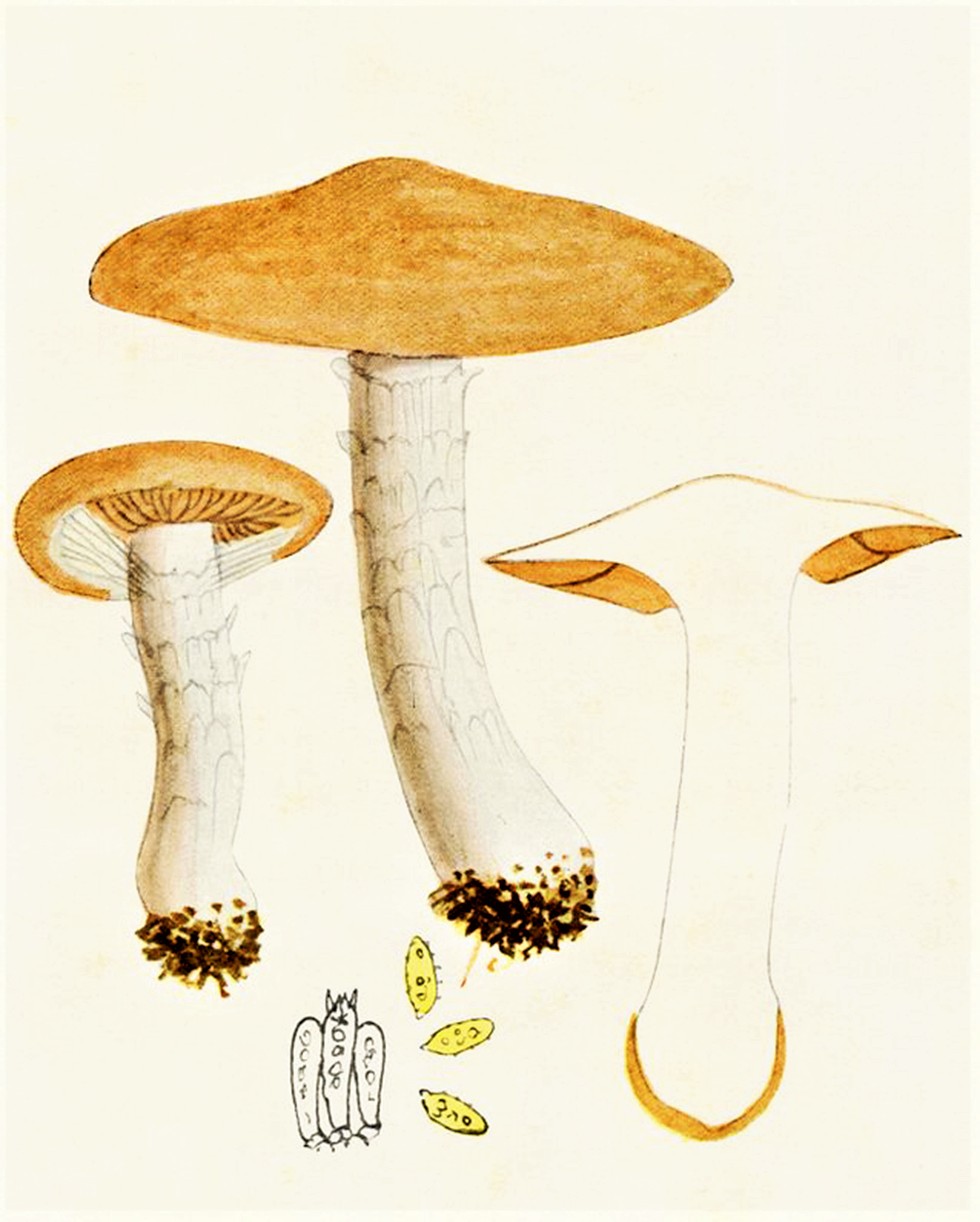
Bres.: Cortinarius claricolor

- Pălăria: fermă și cărnoasă cu un diametru de 5-12 (15) cm este la început emisferică cu marginile nestriate răsucite pentru mult timp înspre interior, apoi convexă, în formă de pernă, nu aplatizând niciodată complet. Cuticula netedă și lipicioasă este pe vreme umedă unsuroasă până chiar vâscoasă. Coloritul variază depinde de variație. El poate fi galben-auriu, ocru, brun-auriu sau maroniu. Suprafața este adesea pudrată cu firișoare fine, albe și trecătoare, iar la bătrânețe devine nu rar încrețită radial. La margine poartă pentru mult timp fibre și franjuri albe în abundență, resturi ale vălului parțial.
- Lamelele: extrem de subțiri, foarte aglomerate, drepte, cu lameluțe intercalate, odată cu avansarea în vârstă din ce în ce mai arcuit aderate la picior, sunt acoperite în tinerețe de o cortină albă, formată din fibre foarte fine ca păienjeniș. Muchile de culoare ceva mai deschisă nu sunt crenate. Coloritul inițial albicios până gri deschis schimbă cu timpul în ruginiu până la brun de scorțișoară.
- Piciorul: robust și fibros de 5-12 cm lungime și 1-2,5 (3) cm grosime este neted, aproape cilindric, atenuat la bază, ocazional slab îndoit și plin pe dinăuntru. Prezintă o zonă inelară, albă, flocoasă în forma unui cordon cu marginea răsucită în sus pricinuită de văl care nu rar dispare cu avansarea în vârstă. Coloritul este în general albicios, ocazional nuanțat cu galben.
- Carnea: fermă și compactă care nu se decolorează după tăiere este albă, fiind fără mirosuri sau arome deosebite și cu gust blând. La bătrânețe miroase ceva neplăcut mucegăios.[3][4]
- Caracteristici microscopice: are spori ocru-gălbui, alungit ovoidali, ceva în formă de migdale, apiculați, preponderent puțin punctați granular și negricios pe dinafară, măsurând 7,5-9,3 x 4-4,8 microni. Pulberea lor este brună de scorțișoară. Basidiile clavate cu 4 sterigme fiecare au o dimensiune de 25-35 x 6-8 microni. Cistidele (elemente sterile situate în stratul himenal sau printre celulele din pielița pălăriei și a piciorului, probabil cu rol de excreție) de mărime asemănătoare au forma de măciucă cu vârfuri rotunjite, hifele marginale fiind cilindrice până clavate. Prezintă catarame.[11][12]
- Reacții chimice: carnea se decolorează cu hidroxid de potasiu de 30%-40% închis brun-roșiatic și cu fenol murdar vinaceu.[13]

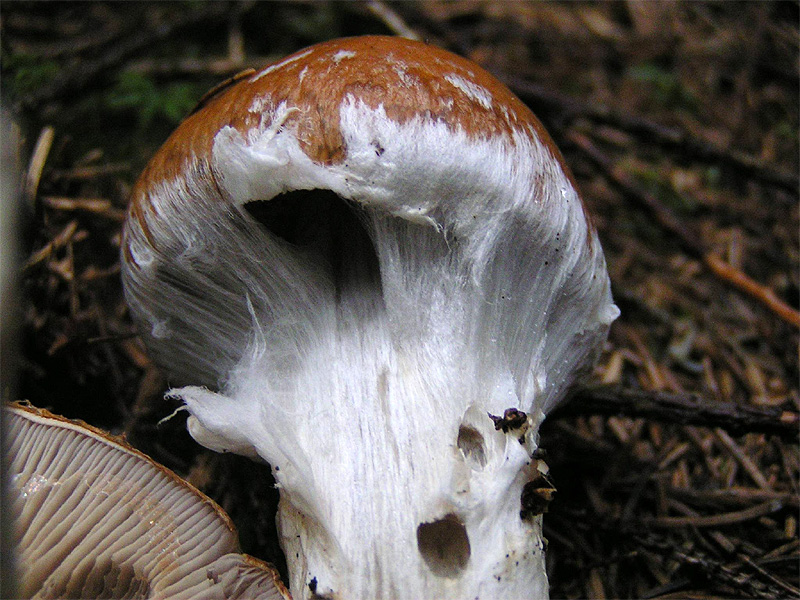
C. claricolor foarte tânăr
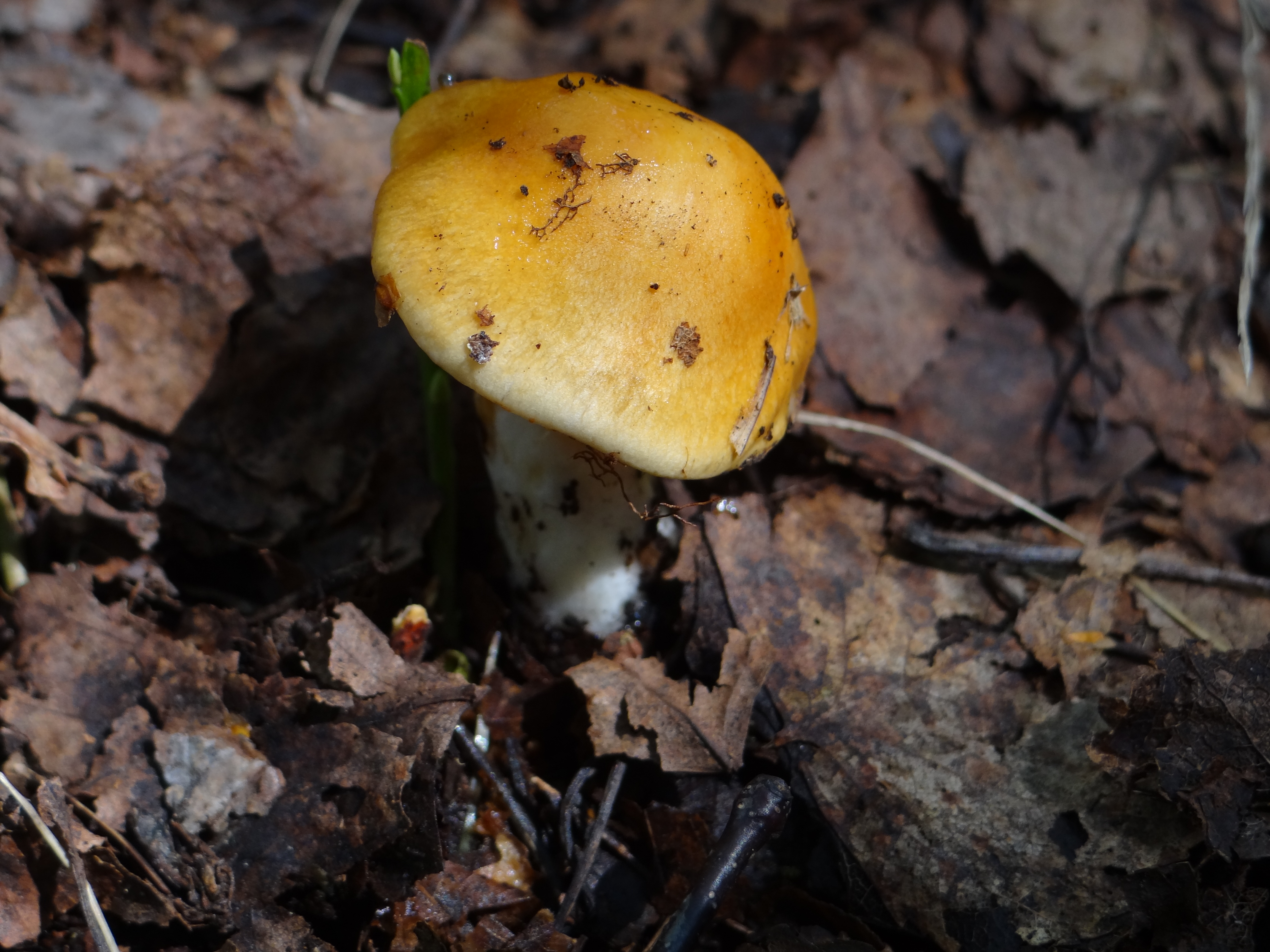
C. claricolor, aspectul de sus
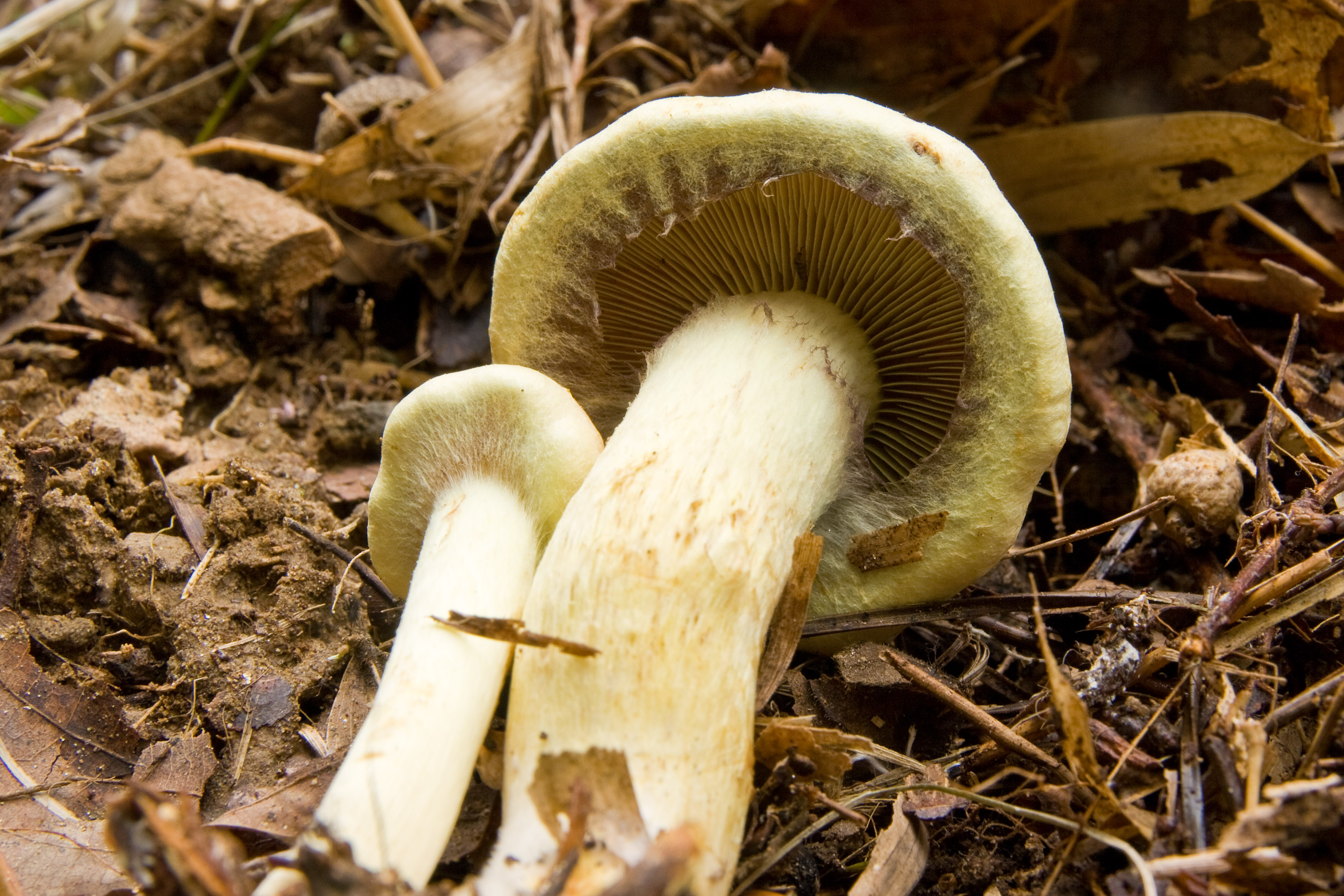
C. claricolor var. tenuipes tineri: văl, lamele și picior
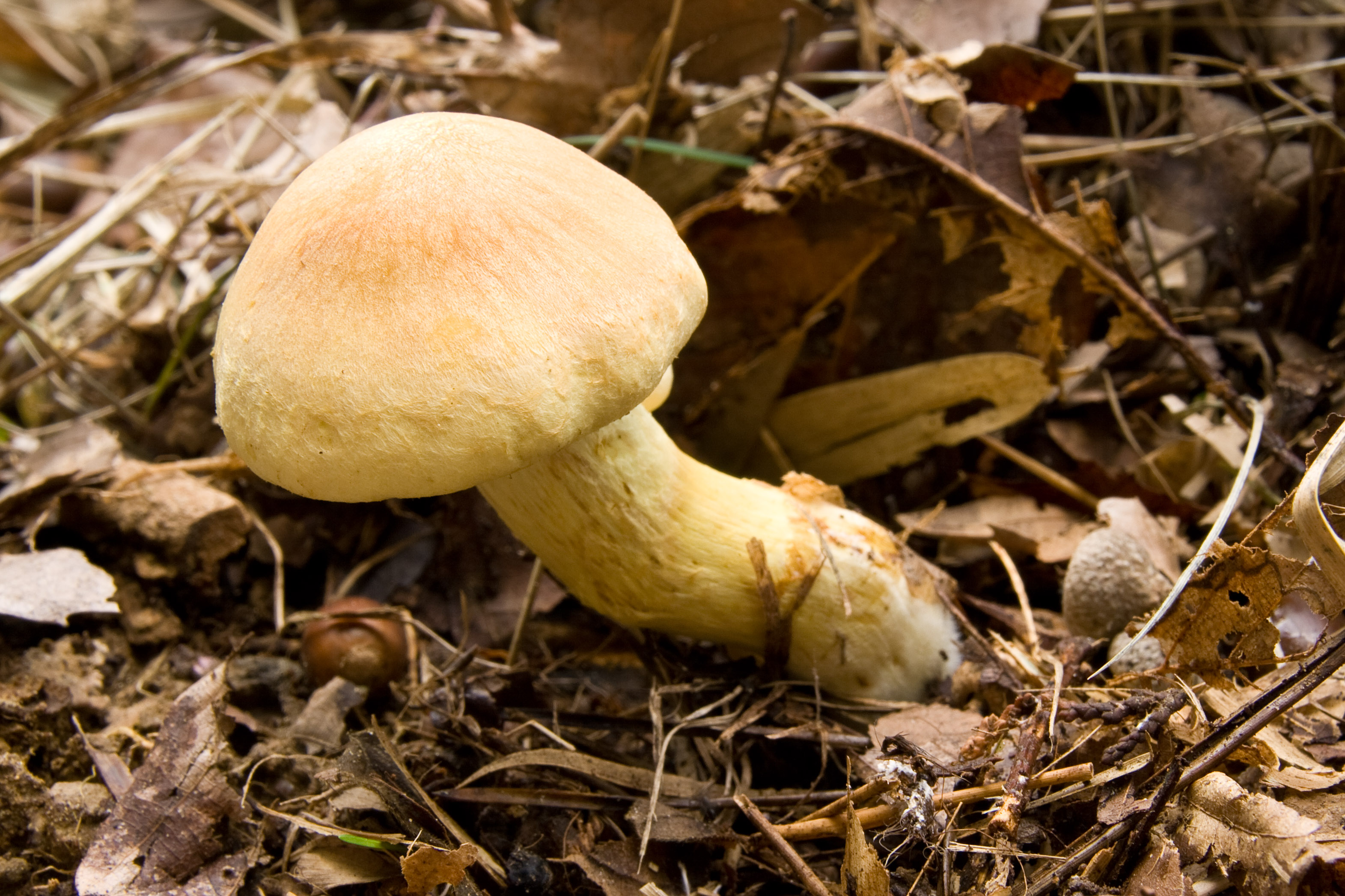
C. claricolor var. tenuipes, aspect lateral

## Confuzii
Următoarele ciuperci au o asemănare uneori frapantă: Cortinarius allutus (comestibil), Cortinarius balaustinus (comestibil), Cortinarius callisteus (otrăvitor), Cortinarius callochrous (necomestibil), Cortinarius cotoneus (otrăvitor), Cortinarius crassus (comestibil), Cortinarius delibutus (comestibil), Cortinarius elegantior, (comestibil), Cortinarius elegantissimus (otrăvitor), Cortinarius fluminoides (comestibil, lamele de culoarea lutului deschis, apoi maronii, pălăria colorată ocru închis), Cortinarius herbarum (comestibil, lamele de colorit crem-albui apoi ocru și pălărie de culoare albă), Cortinarius largus (necomestibil), Cortinarius meinhardii sin. Cortinarius vitellinus (letal), Cortinarius multiformis (comestibil), Cortinarius odorifer (comestibil, cu un miros de anason, Cortinarius olidus (necomestibil), Cortinarius rubicundulus (otrăvitor, lamele ocru, bătrâne brun de scorțișoară, carnea colorându-se  după tăietură imediat galben, apoi maro, gust și miros ușor de ridichi), Cortinarius saginus sin. Cortinarius subvalidus (comestibil), Cortinarius sebaceus (comestibil, foarte gustos, lamele inițial albicioase, apoi de colorit ocru până la maroniu deschis și picior alb-mătăsos) + imagini, Cortinarius splendens (posibil letal, carne galbenă), Cortinarius talus (comestibil), Cortinarius triumphans sin. Cortinarius crocolitus (comestibil), Cortinarius turmalis (necomestibil) Cortinarius varius (comestibil), Cortinarius venetus (otrăvitor) sau Cortinarius vibratilis (necomestibil, lamele alb-gălbuie la început, apoi maroniu-roșcate și picior alb, inițial acoperit de un văl lipicios, foarte amar).

## Specii de ciuperci asemănătoare în imagini

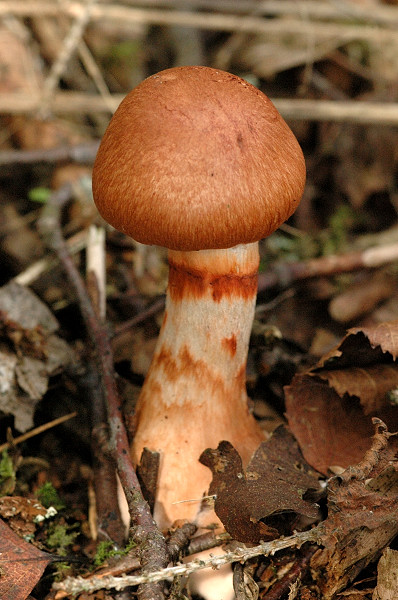
Cortinarius.allutus
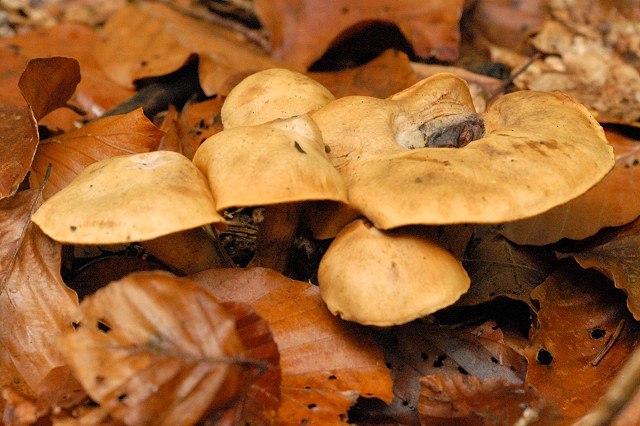
Cortinarius balaustinus
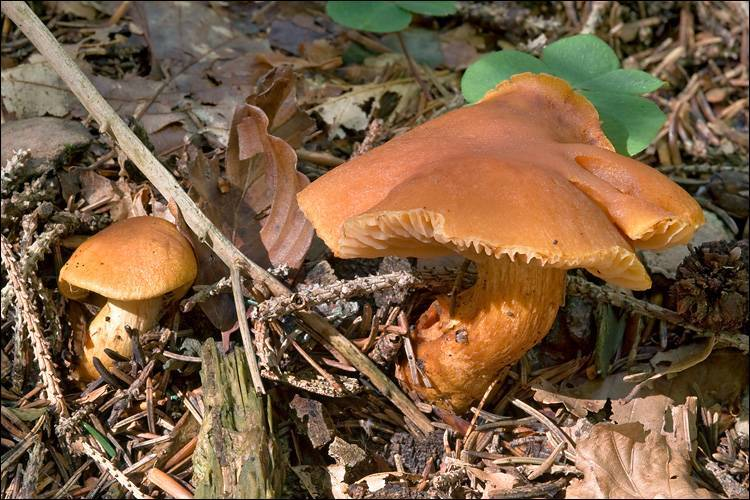
!!Cortinarius callisteus!!
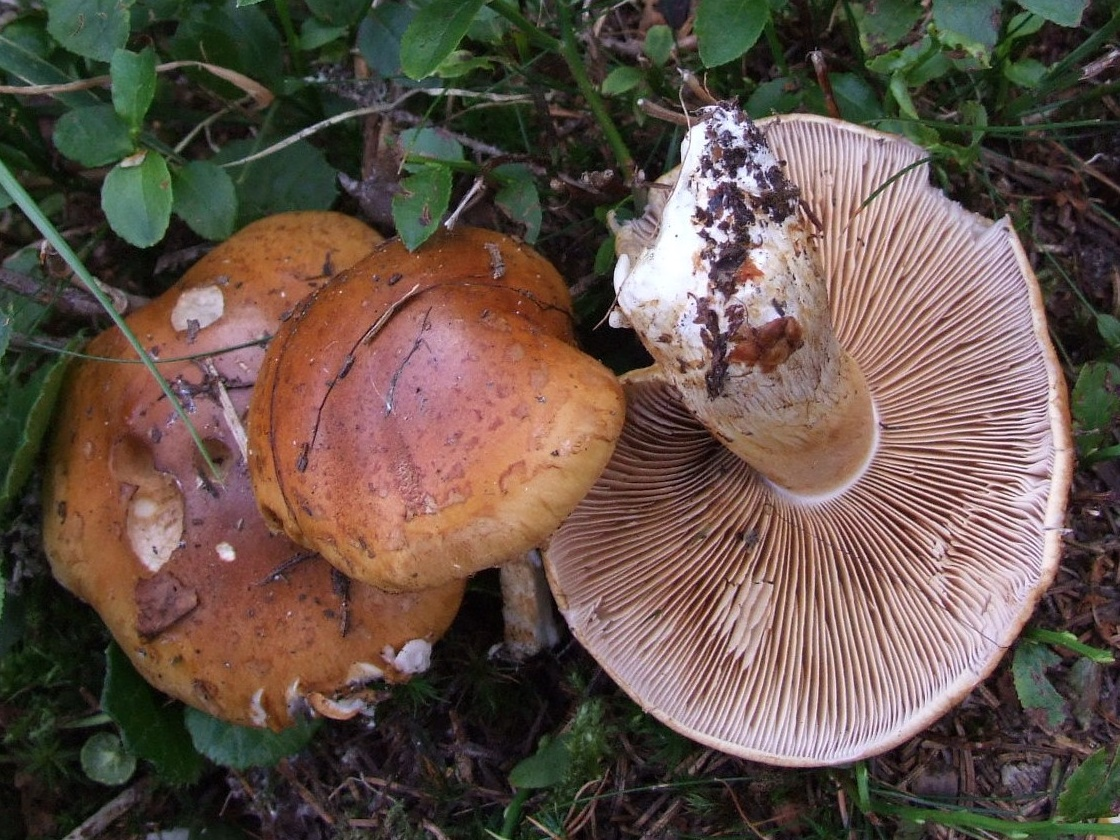
!Cortinarius callochrous!
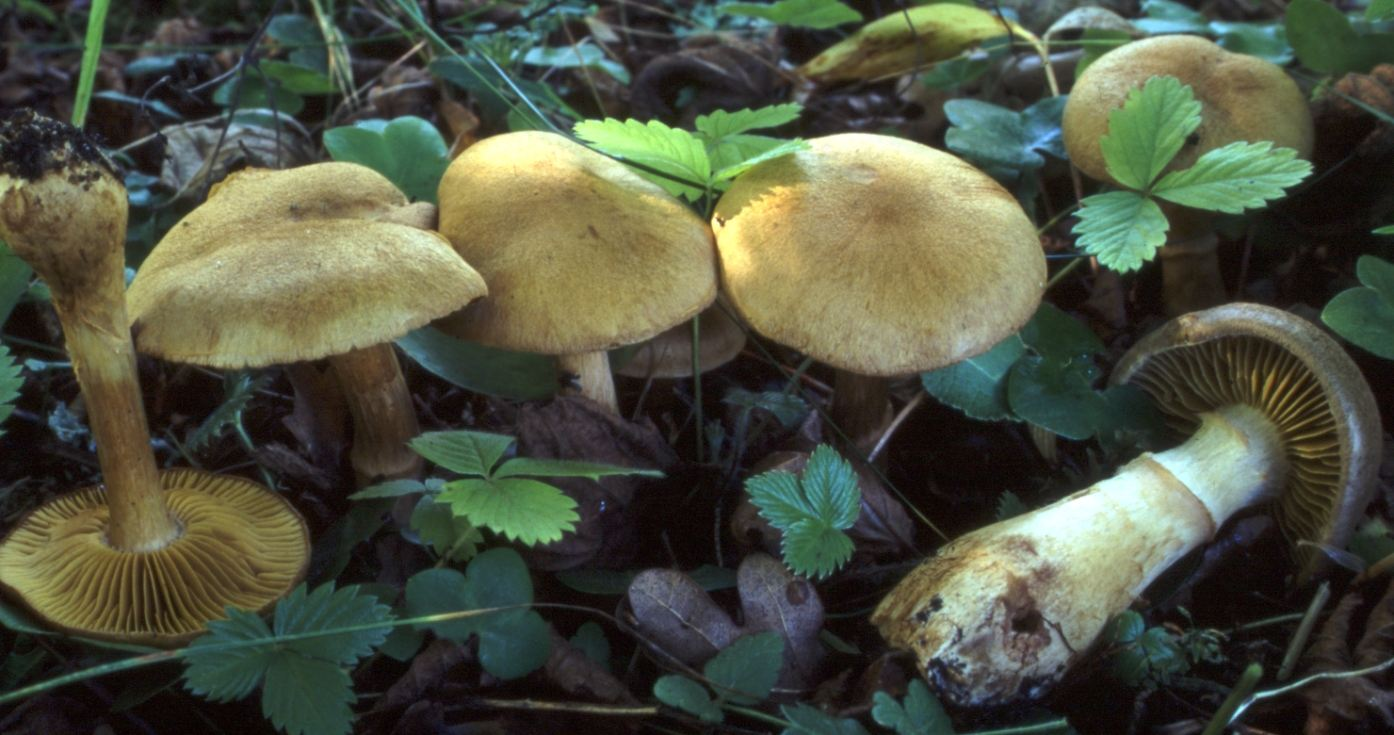
!!Cortinarius cotoneus!!
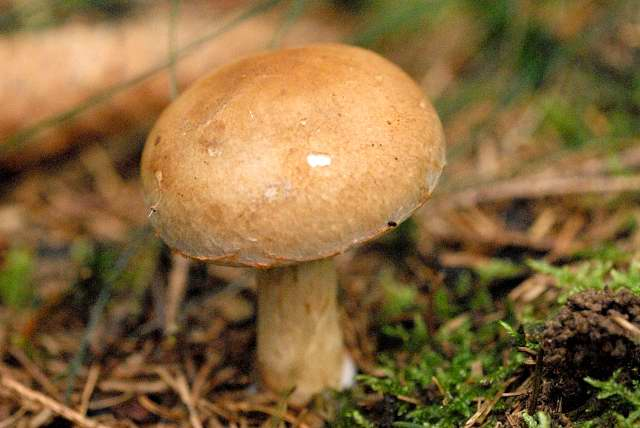
Cortinarius crassus

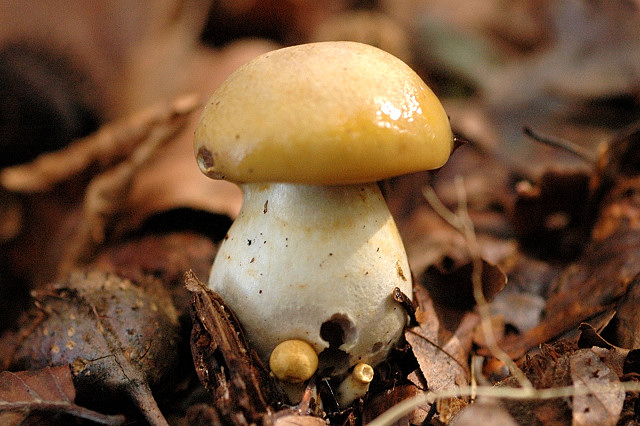
Cortinarius delibutus
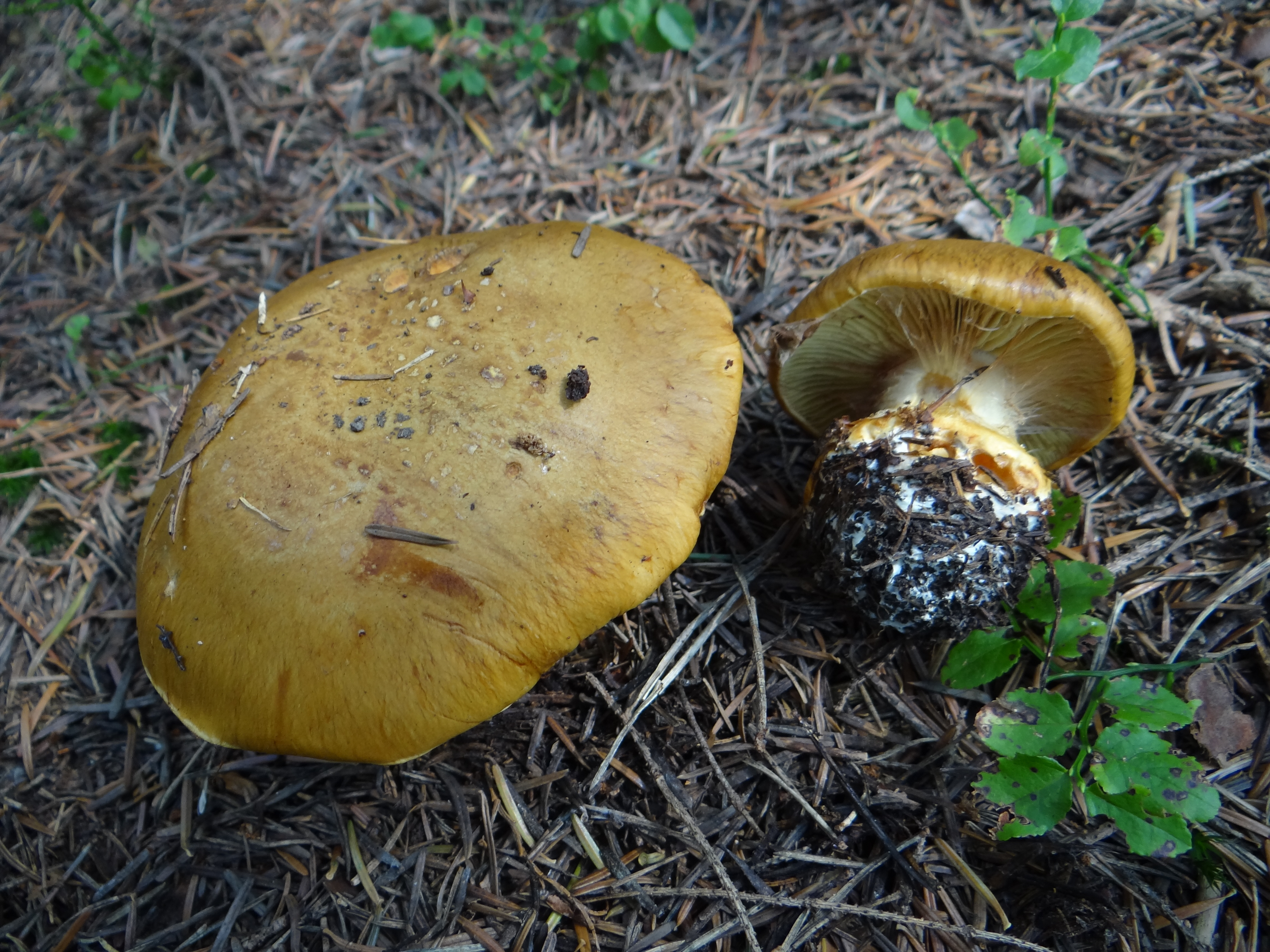
Cortinarius elegantior
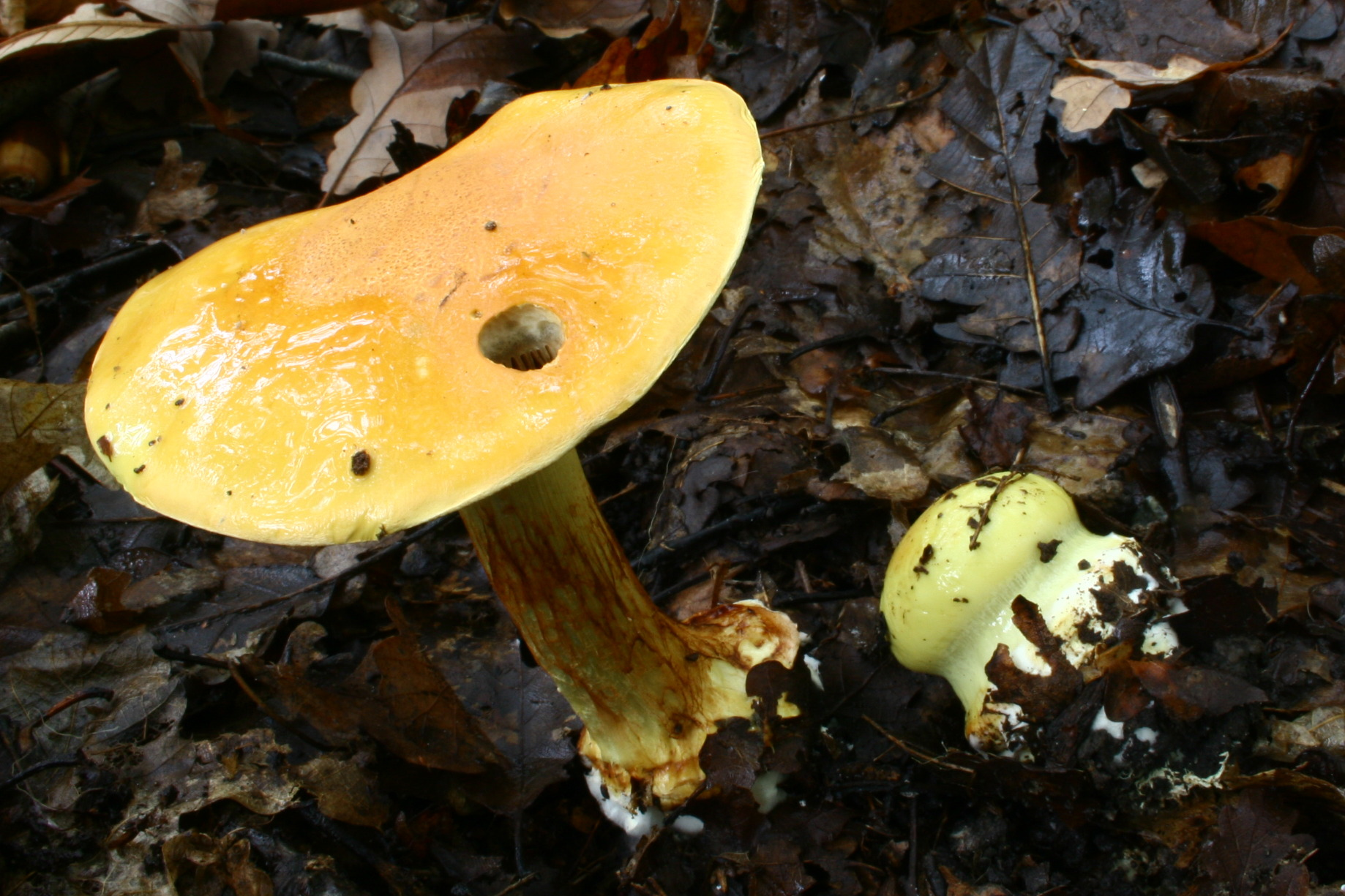
!!Cortinarius elegantissimus!!
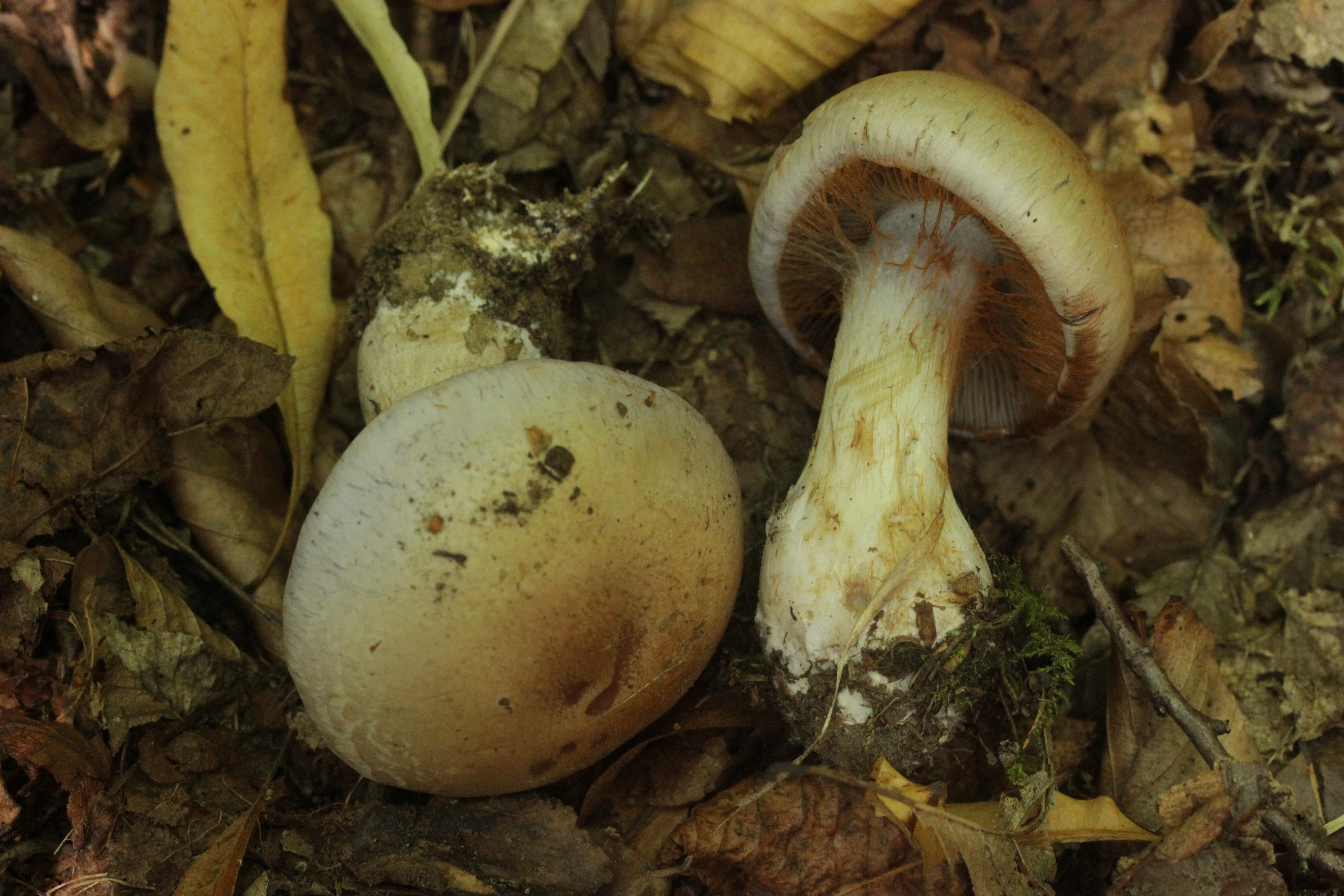
!Cortinarius largus!
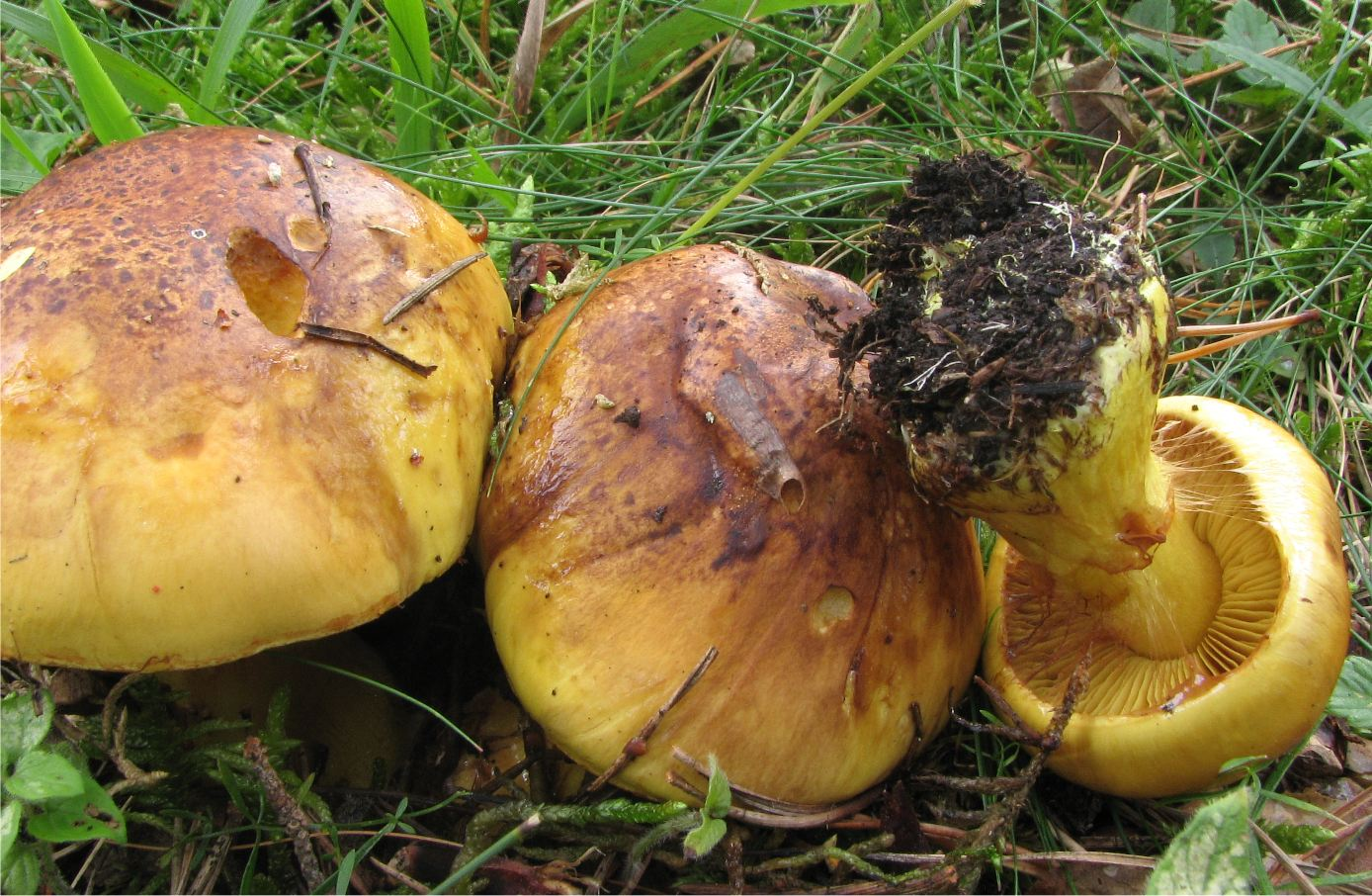
!!!Cortinarius meinhardii!!!
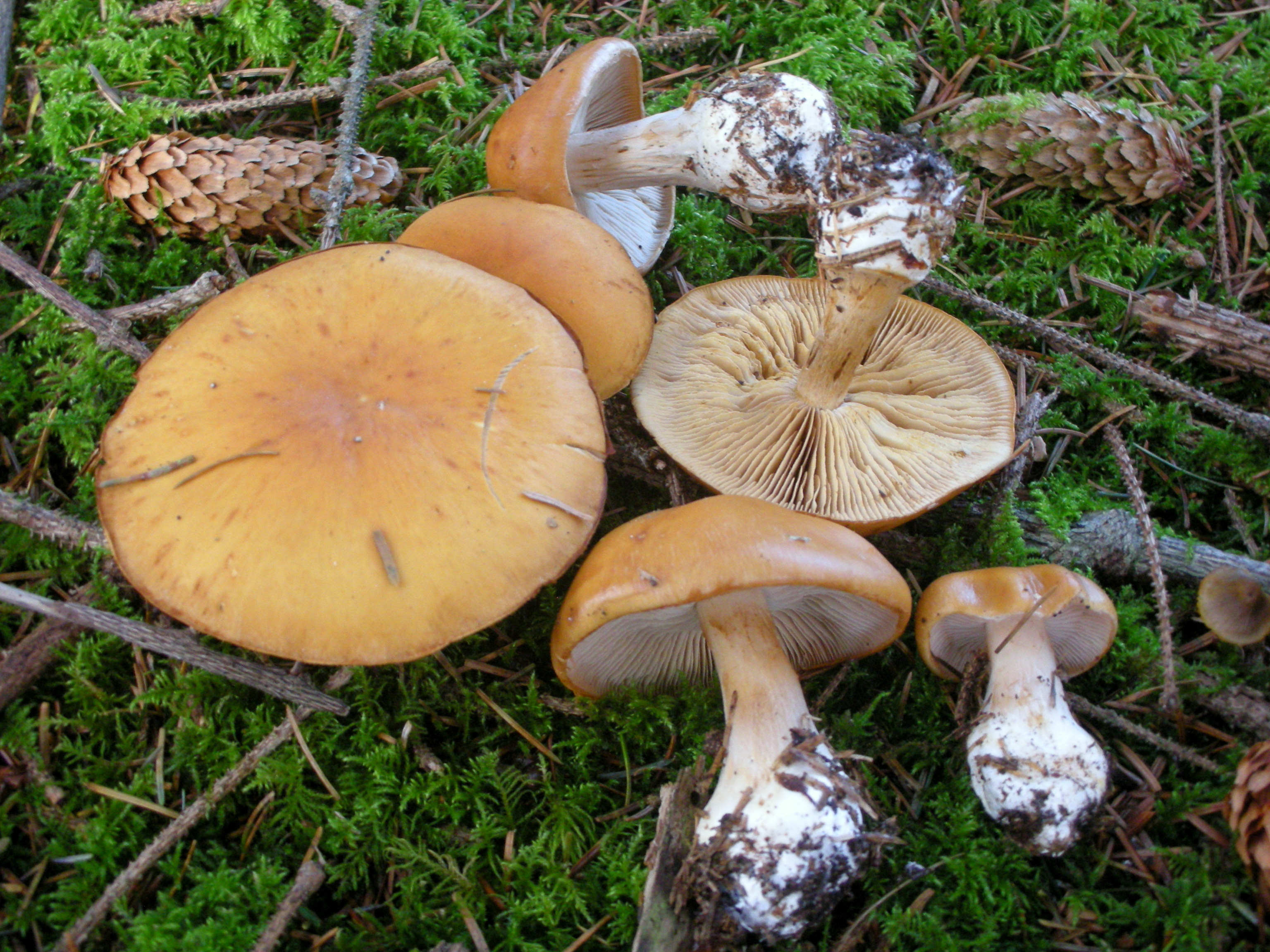
Cortinarius multiformis

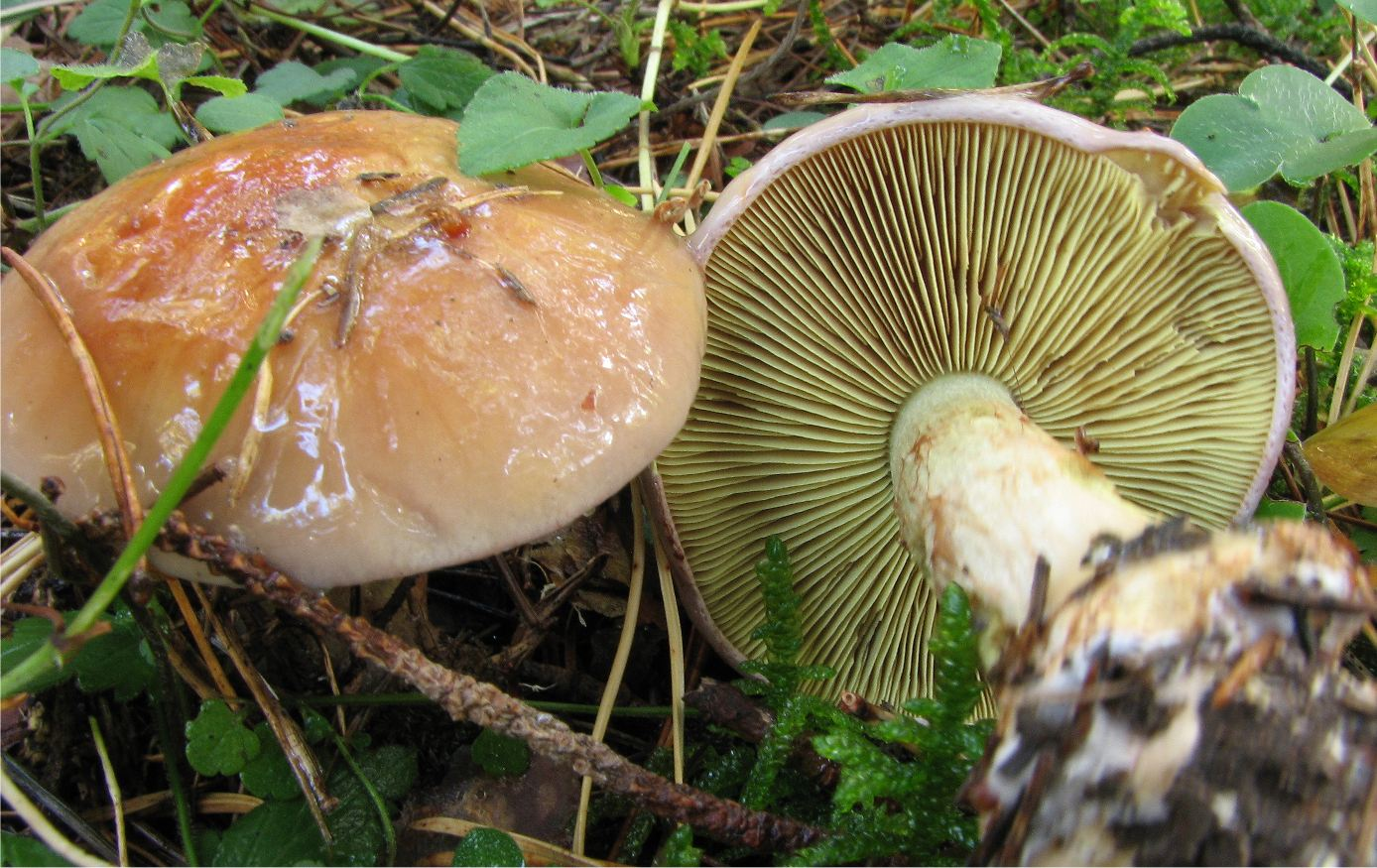
Cortinarius odorifer
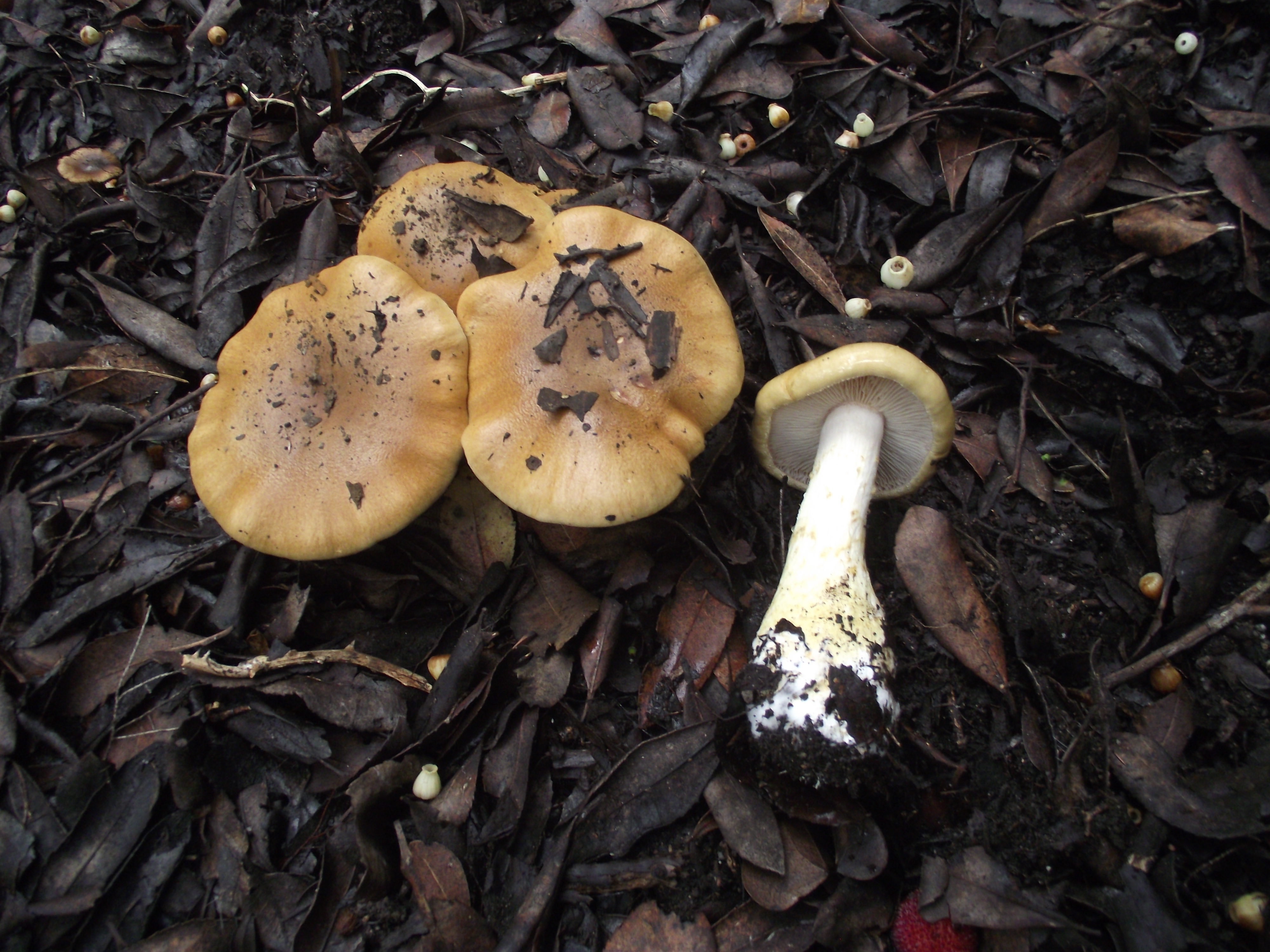
!Cortinarius olidus!
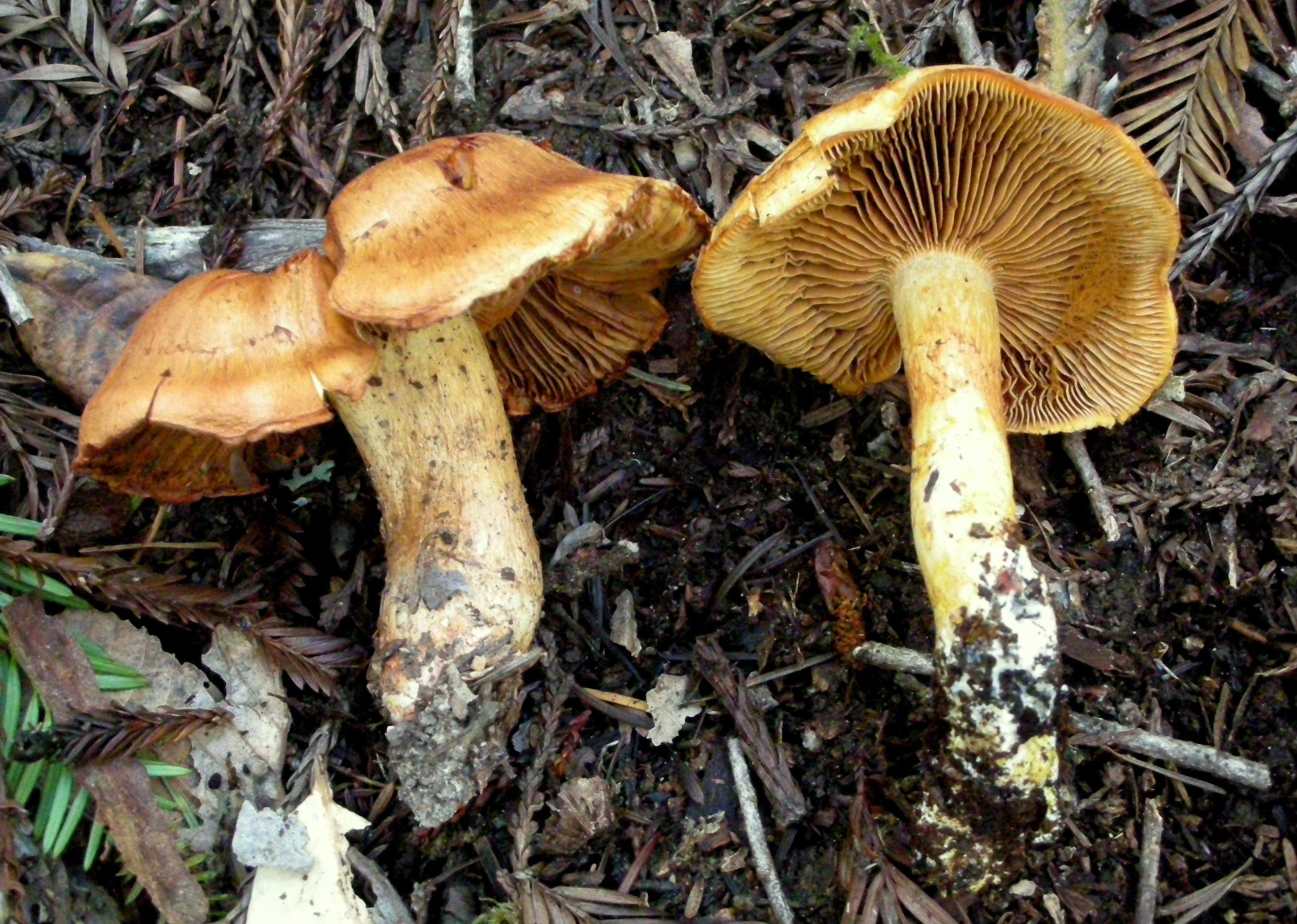
!!Cortinarius rubicundulus!!
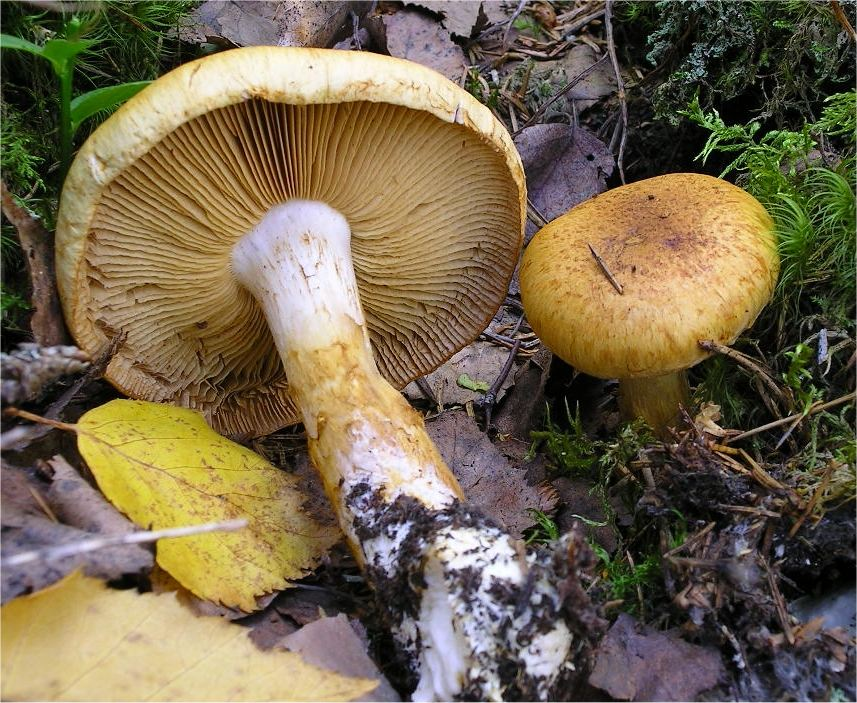
Cortinarius saginus
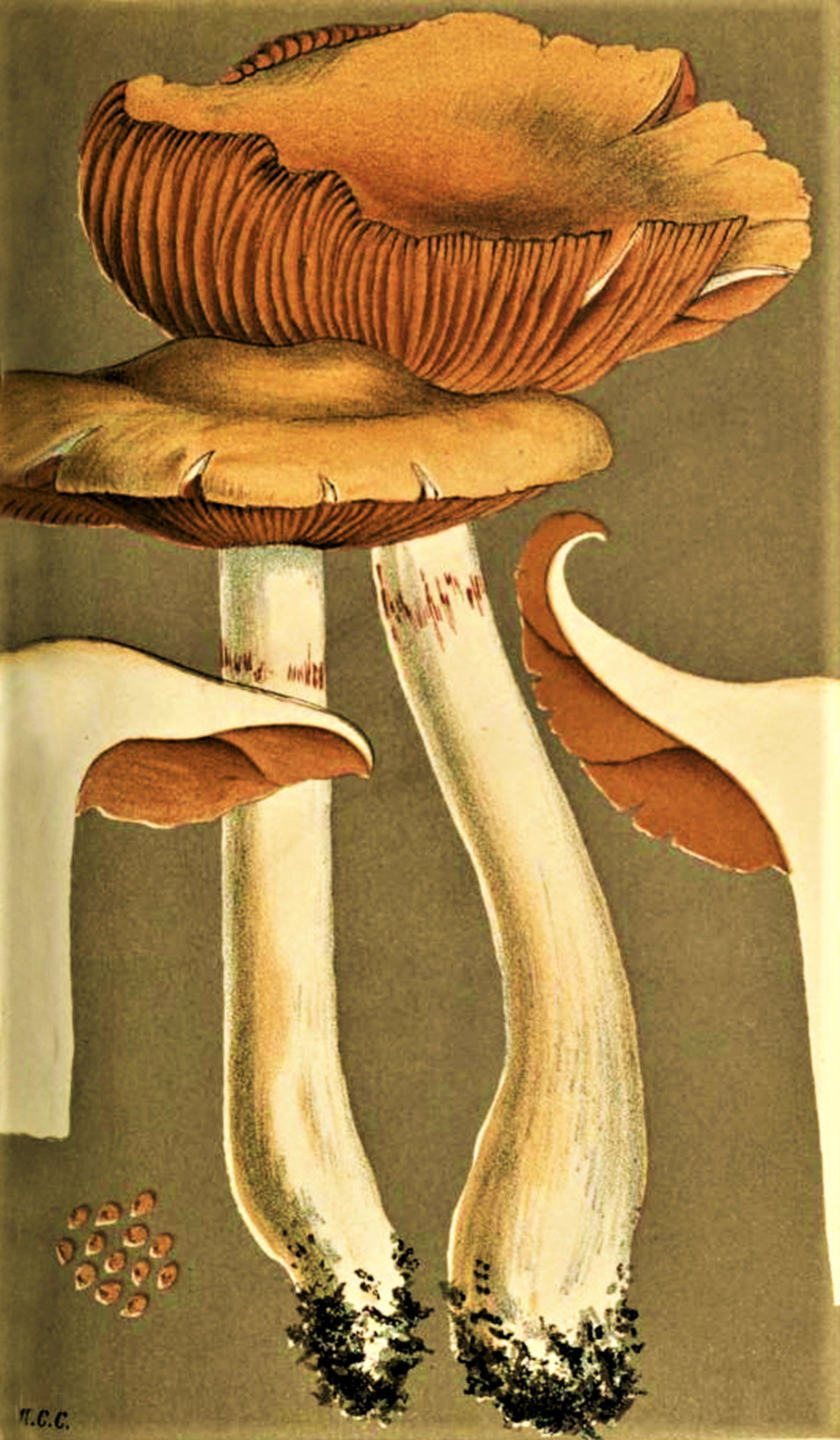
Cortinarius sebaceus
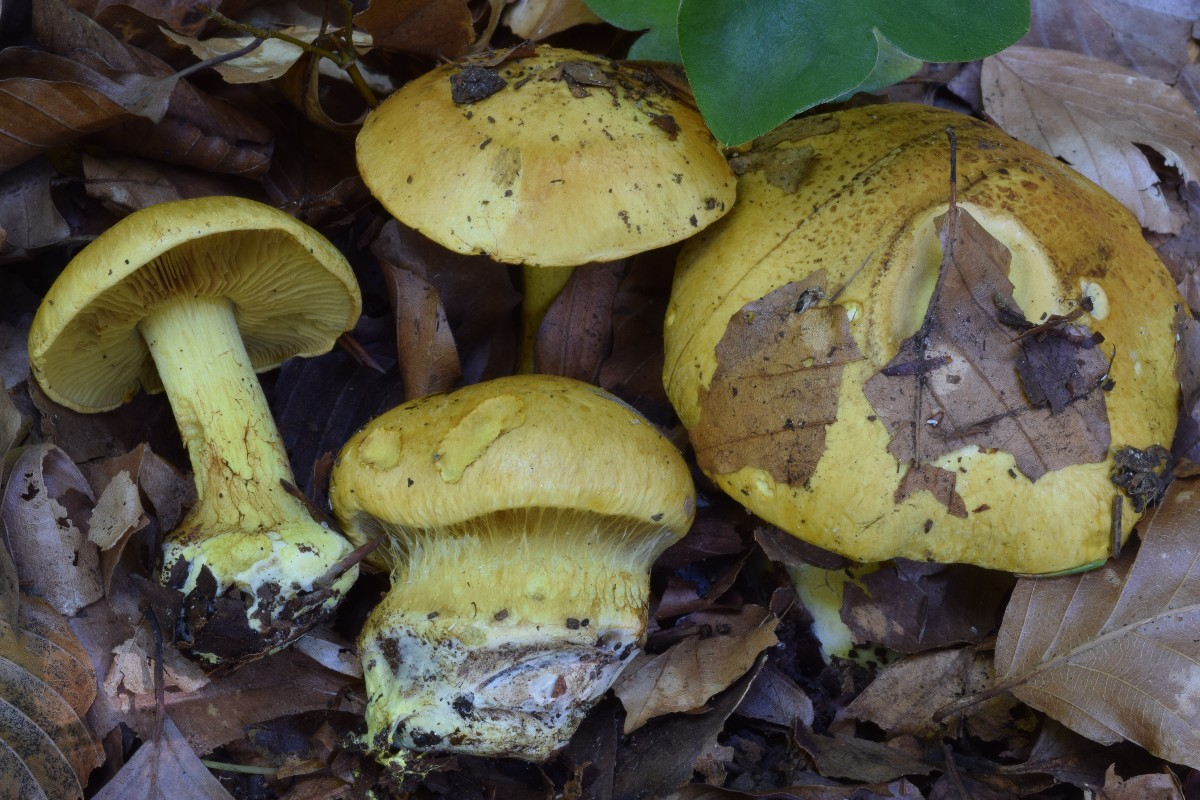
!!!Cortinarius splendens!!!

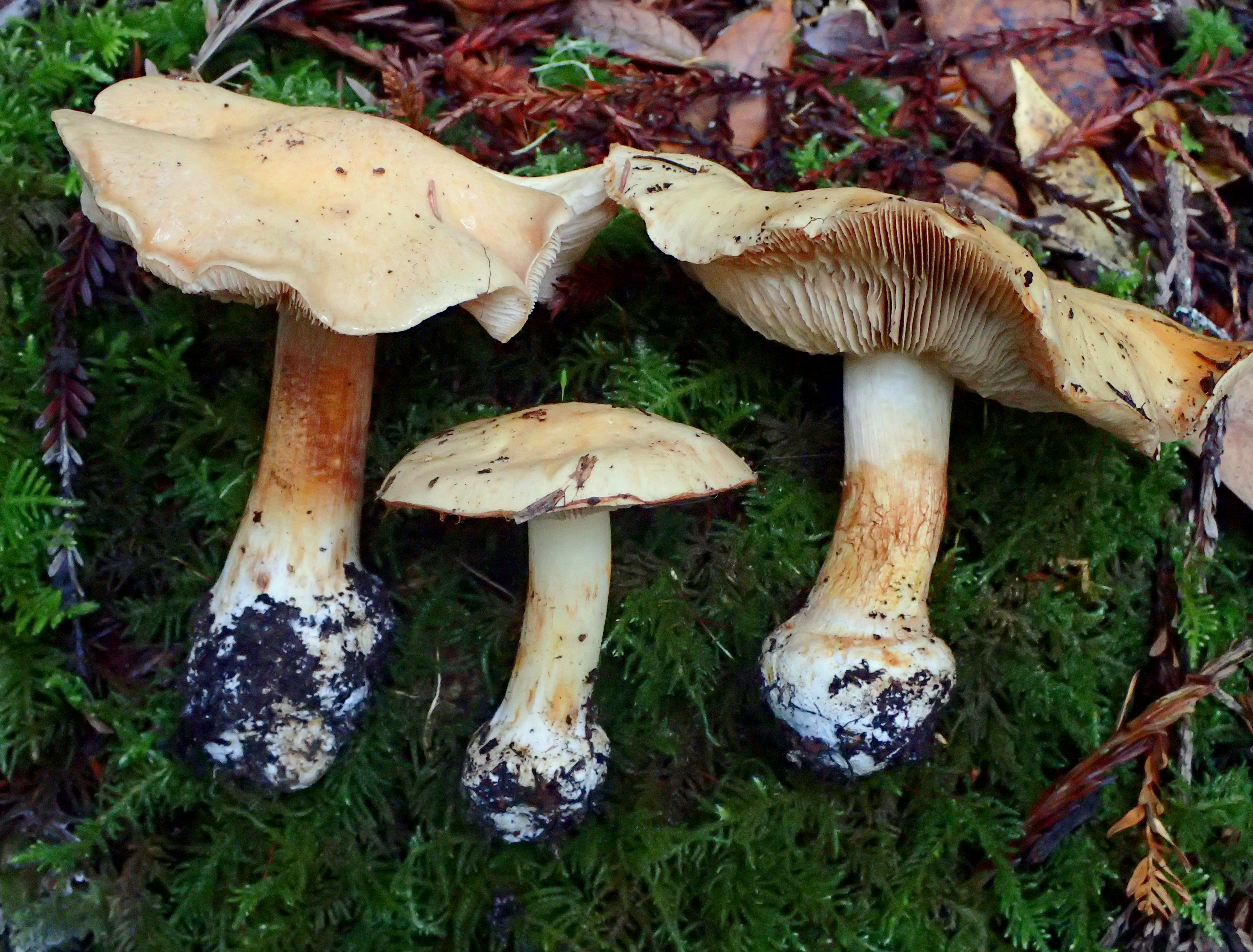
Cortinarius talus
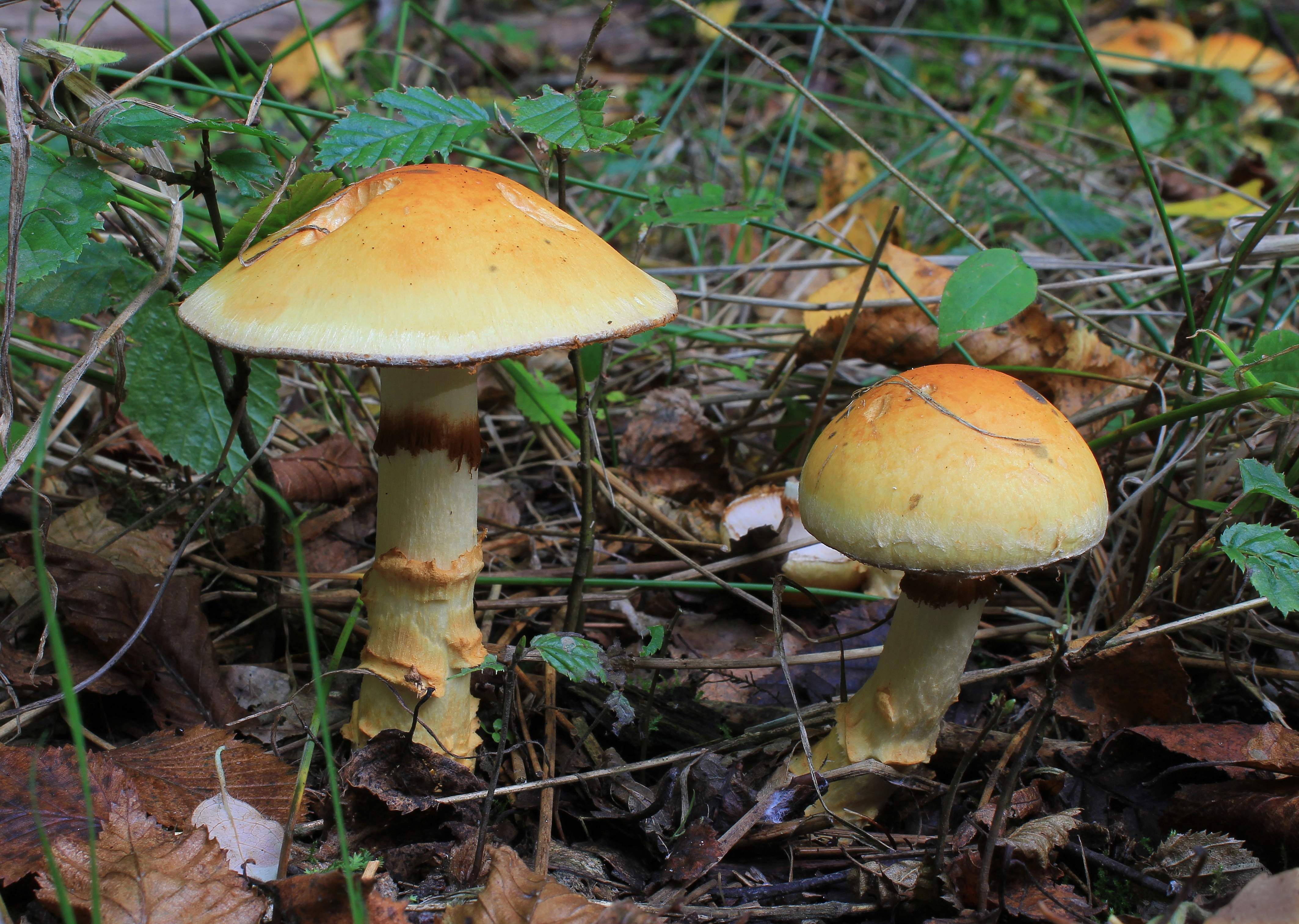
Cortinarius triumphans
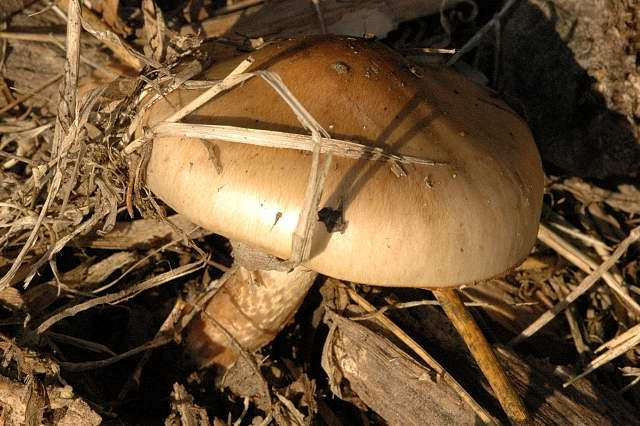
!Cortinarius turmalis!
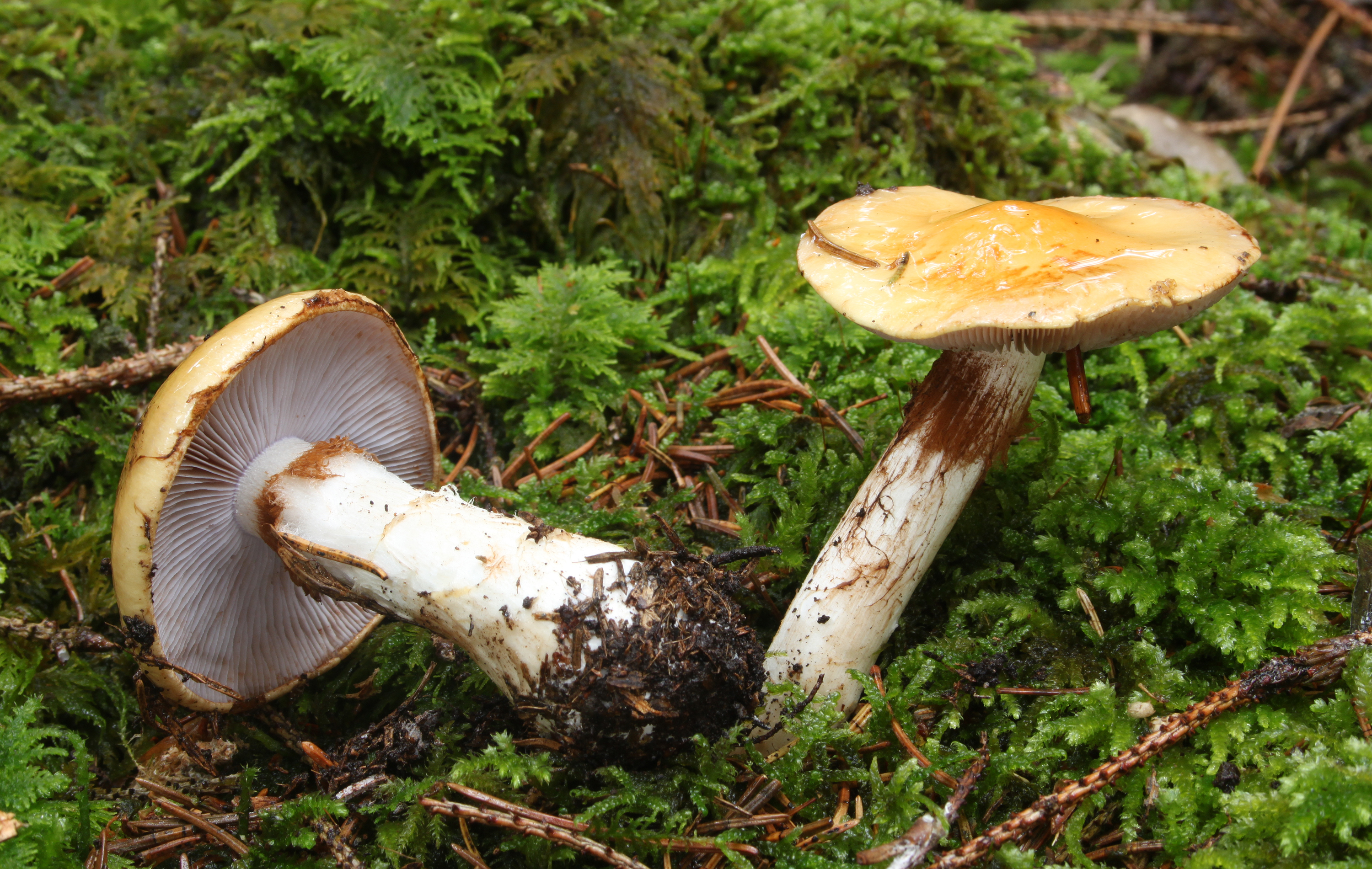
Cortinarius varius
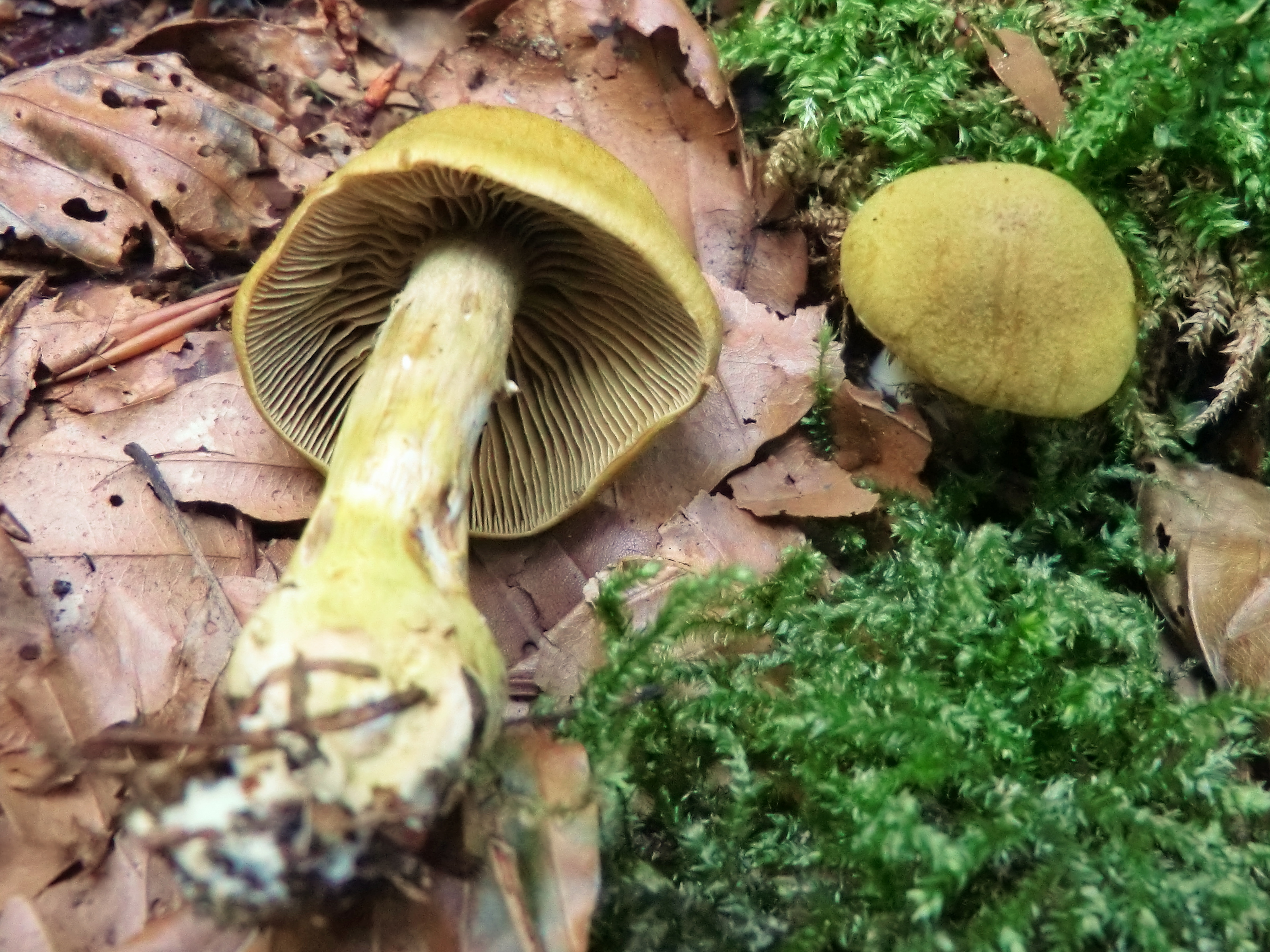
!!Cortinarius venetus!!
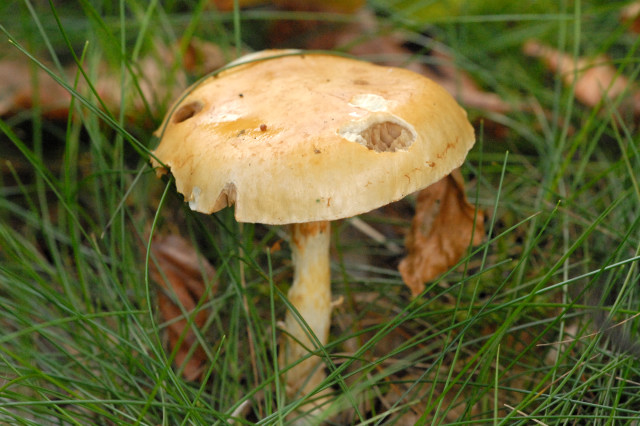
!Cortinarius vibratilis!

## Valorificare
Cortinarius claricolor este o ciupercă comestibilă de calitate medie. Pentru bucătărie se folosesc doar exemplare tinere.